# William C. Waterhouse
William Charles Waterhouse (31 décembre 1941 - 26 juin 2016) est un mathématicien américain. Il est professeur émérite de mathématiques à l'Université d'État de Pennsylvanie. Ses intérêts de recherche portent sur l'algèbre abstraite, la théorie des nombres, les schémas de groupe et l'histoire des mathématiques.

## Jeunesse et éducation
Waterhouse est né à Galveston, Texas, le 31 décembre 1941.
En 1961 et 1962, il obtient une bourse Putnam en tant que l'un des cinq meilleurs concurrents du concours de mathématiques William Lowell Putnam alors qu'il est étudiant de premier cycle à l'Université Harvard avec sa performance de 1962, il mène son école à un prix d'équipe à la troisième place.
Il obtient son doctorat en 1968 de Harvard pour sa thèse Abelian Varieties over Finite Fields sous la direction de John Tate,.
Waterhouse prend un poste de professeur à l'Université Cornell en 1968. En 1975, il part à l'Université d'État de Pennsylvanie,.
Il édite la traduction anglaise de 1966 des Disquisitiones arithmeticae de Gauss et est l'auteur du manuel Introduction to Affine Group Schemes.
Waterhouse remporte le Prix Halmos-Ford de la Mathematical Association of America à deux reprises, en 1984 pour son article "Do Symmetric Problems Have Symmetric Solutions?" et en 1995 pour son article "A Counterexample for Germain".
Waterhouse est décédé le 26 juin 2016 à State College, en Pennsylvanie.